# Psychotria broweri
Psychotria broweri là một loài thực vật có hoa trong họ Thiến thảo. Loài này được Seem. miêu tả khoa học đầu tiên năm 1866.